# Glory Jane
Glory Jane (en hangul, 영광의 재인; romanización revisada, Yeongkwangui Jaein) también conocida como Man of Honor, es una serie de televisión surcoreana emitida durante 2011 y protagonizada por Chun Jung Myung, Park Min Young y Lee Jang Woo.
Fue trasmitida por KBS 2TV desde el 12 de octubre hasta el 29 de diciembre de 2011, finalizando con una longitud de 24 episodios, al aire las noches de los días miércoles y jueves a las 21:55 (KST). La serie sigue las dificultades románticas y profesionales de una enfermera de aspirante y dos jugadores de béisbol en su lucha por su amor y sueños.

## Argumento
Yoon Jae In (Park Min Young) es una enfermera trabajadora que no recuerda su pasado. Es la hija de Yoon Il Goo (Ahn Nae-sang), quien fue presidente de una empresa comercial. Yoon Il Goo murió en un accidente automovilístico planificado por su amigo Seo Jae Myung (Son Chang Min), para asegurarse de que Jae Myung asumiese el control de la empresa.
Cuando la madre de JaeIn, Eun Joo (Jang Young Nam) recibió la noticia del accidente de su marido llevó a Jae In al hospital. Sin embargo, debido a las fuertes lluvias, tuvo un accidente de tráfico causado por los matones de Jae Myung, que intentaban separarla de su hija. Jae Myung ordenó a Kim In Bae (Lee Ki Yeol) su chofer, enviar a Jae In, que había perdido todos sus recuerdos, a un orfanato.
17 años después, el hijo de In Bae, Young Kwang (Chun Jung Myung), es un jugador de béisbol y uno de los bateadores más prometedores de la liga, pero ya ha sido degradado a los menores de edad. Su rival, el hijo de Jae Myung, Seo In Woo (Lee Jang Woo), no sólo viene de una familia rica, sino que es actualmente la superior estrella de la liga. Mientras está herido, Young Kwang cumple con Jae In, y ella lo salva con una transfusión de sangre. Bajo las órdenes de Jae Myung, In Bae es perseguido y asesinado en un accidente planificado por sus matones, para evitar que In Bae revele secretos oscuros.
Young Kwang decide dejar de ser un jugador de béisbol y ser dueño de la tienda de fideos de su padre. Jae In también deja su trabajo como enfermera para encontrar un trabajo con Young Kwang. In Woo se encuentra repudiado por su padre, y los tres se aplican para los puestos de trabajo en la oficina de Jae Myung. Young Kwang e In Woo continúan compitiendo por el afecto de Jae In en una amarga rivalidad que los distancia. Seo In Chul (Park Sung Woong) también entra en sus vidas; su amante es Kim Kyung Joo (Kim Yun Joo), que resulta ser la hermana del perdida de Young Kwang. Entonces Eun Joo despierta de su coma.

## Reparto

### Principal
- Chun Jung Myung como Kim Young Kwang.
  - Ahn Do Kyu como Young Kwang (joven).
- Park Min Young como Yoon Jae In.
  - Ahn Eun Jung como Jae In (joven).
- Lee Jang Woo como Seo In Woo.
  - Kim Ji Hoon como In Woo (joven).
- Lee Jin como Cha Hong Joo.

### Secundario
- Son Chang Min como Seo Jae Myung.
- Kim Sun Kyung como Im Jung Ok.
- Lee Ki Yeol como Kim In Bae.
- Choi Myung Gil como Park Goon Ja.
- Jung Hye Sun como Oh Soon Nyeo.
- Lee Moon-sik como Heo Young-do.
- Kim Yun Joo como Kim Kyung Joo.
- Park Sung Woong como Seo In Chul.
- Kim Sung-oh como Joo Dae-sung.
- Kim Yoon Sung como Oh Geum Bok.
- Ahn Nae-sang como Yoon Il-goo.
- Jang Young-nam como Yeo Eun Joo.
- Noh Kyung Joo como Oh Jung Hae.
- Nam Bo Ra como Kim Jin Joo.
- Choi Seung Kyung como Go Gil Dong.
- Kim Seung Wook como Entrenador Choi.
- Choi Ran como Directora de enfermería.

## Recepción

### Audiencia
En Azul la audiencia más baja y en rojo la más alta, correspondientes a las empresas medidoras TNms y AGB Nielsen.
| Ep. #    | Fecha original de emisión | Share        | Share        | Share       | Share       |
| Ep. #    | Fecha original de emisión | TNmS Ratings | TNmS Ratings | AGB Nielsen | AGB Nielsen |
| Ep. #    | Fecha original de emisión | Nacional     | Seúl         | Nacional    | Seúl        |
| -------- | ------------------------- | ------------ | ------------ | ----------- | ----------- |
| 1        | 12 de octubre de 2011     | 7.3 %        | 8.2 %        | 8.5 %       | 9.4 %       |
| 2        | 13 de octubre de 2011     | 9.1 %        | 9.4 %        | 9.4 %       | 9.7 %       |
| 3        | 19 de octubre de 2011     | 12.3 %       | 13.6 %       | 11.8 %      | 12.0 %      |
| 4        | 20 de octubre de 2011     | 12.3 %       | 14.7 %       | 13.6 %      | 14.6 %      |
| 5        | 26 de octubre de 2011     | 12.0 %       | 13.1 %       | 12.1 %      | 13.4 %      |
| 6        | 27 de octubre de 2011     | 12.3 %       | 13.7 %       | 11.5 %      | 12.6 %      |
| 7        | 2 de noviembre de 2011    | 12.2 %       | 14.0 %       | 13.3 %      | 14.7 %      |
| 8        | 3 de noviembre de 2011    | 14.0 %       | 16.1 %       | 14.1 %      | 14.4 %      |
| 9        | 9 de noviembre de 2011    | 12.9 %       | 13.4 %       | 12.9 %      | 13.1 %      |
| 10       | 10 de noviembre de 2011   | 12.6 %       | 12.3 %       | 12.7 %      | 13.2 %      |
| 11       | 16 de noviembre de 2011   | 13.1 %       | 14.2 %       | 13.8 %      | 15.5 %      |
| 12       | 17 de noviembre de 2011   | 13.2 %       | 14.3 %       | 14.1 %      | 14.9 %      |
| 13       | 23 de noviembre de 2011   | 11.9 %       | 14.6 %       | 13.1 %      | 14.2 %      |
| 14       | 24 de noviembre de 2011   | 12.9 %       | 14.7 %       | 13.7 %      | 15.1 %      |
| 15       | 30 de noviembre de 2011   | 12.6 %       | 15.2 %       | 14.0 %      | 14.8 %      |
| 16       | 1 de diciembre de 2011    | 12.4 %       | 14.0 %       | 12.8 %      | 13.4 %      |
| 17       | 7 de diciembre de 2011    | 13.9 %       | 16.7 %       | 12.0 %      | 13.0 %      |
| 18       | 8 de diciembre de 2011    | 14.5 %       | 15.9 %       | 14.2 %      | 15.0 %      |
| 19       | 14 de diciembre de 2011   | 15.4 %       | 17.1 %       | 14.6 %      | 15.6 %      |
| 20       | 15 de diciembre de 2011   | 16.2 %       | 18.8 %       | 14.5 %      | 15.5 %      |
| 21       | 21 de diciembre de 2011   | 14.3 %       | 16.6 %       | 14.2 %      | 15.3 %      |
| 22       | 22 de diciembre de 2011   | 15.2 %       | 17.3 %       | 14.5 %      | 15.4 %      |
| 23       | 28 de diciembre de 2011   | 21.8 %       | 24.9 %       | 20.1 %      | 21.6 %      |
| 24       | 28 de diciembre de 2011   | 20.1 %       | 22.1 %       | 19.4 %      | 21.0 %      |
| Promedio | Promedio                  | 13.5 %       | 15.2 %       | 13.5 %      | 14.5 %      |

## Premios y nominaciones
| Año  | Premio                                       | Categoría                                                      | Nominado        | Resultado |
| ---- | -------------------------------------------- | -------------------------------------------------------------- | --------------- | --------- |
| 2011 | 19th Korean Culture and Entertainment Awards | Mejor nueva actriz en un drama                                 | Nam Bo Ra       | Ganador   |
| 2011 | KBS Drama Awards                             | Premio a la alta excelencia, Actor                             | Chun Jung Myung | Nominado  |
| 2011 | KBS Drama Awards                             | Premio a la alta excelencia, actriz                            | Park Min Young  | Nominado  |
| 2011 | KBS Drama Awards                             | Premio a la excelencia, Actor en un drama de mediana longitud  | Chun Jung Myung | Ganador   |
| 2011 | KBS Drama Awards                             | Premio a la excelencia, actriz en un drama de mediana longitud | Park Min Young  | Ganador   |
| 2011 | KBS Drama Awards                             | Mejor actor secundario                                         | Son Chang Min   | Nominado  |
| 2011 | KBS Drama Awards                             | Mejor nuevo actor                                              | Lee Jang Woo    | Ganador   |
| 2011 | KBS Drama Awards                             | Mejor actor joven                                              | Ahn Do Kyu      | Nominado  |
| 2012 | 7th Seoul International Drama Awards         | Drama coreano sobresaliente                                    | Glory Jane      | Nominado  |

## Emisión internacional
- Filipinas: ABS-CBN (2013).
- Hong Kong: Drama 1 (2012).
- Indonesia: ANTV (2012).
- Japón: KNTV (2012).
- Malasia: 8TV.
- Singapur: E City.
- Tailandia: Workpoint TV.
- Taiwán: Videoland Drama Channel.